# Eurocopter EC135
Eurocopter (zdaj Airbus Helicopters) EC135 je lahki dvomotorni večnamenski helikopter evropskega podjetja Eurocopter. Uporablja se za VIP prevoze, medicinske prevoze, zelo popularen je tudi pri policiji. EC135 je certificiran za IFR letenje in ima digitalne letalske kontrole. V uporabo je vstopil leta 1996, zgradili so čez 1000 helikopterjev.
Razvoj EC135 se je kot Messerschmitt-Bölkow-Blohm (MBB) Bo 108 v 1970ih, še preden je bil ustanovljen Eurocopter. Pri načrtovanju so sodelovali s francoskim Aerospatiale. Sprva naj bi zgradili samo demonstratorja Bo 108, ki bi uporabljal tehnologijo od MBB Bo 105 in bi imel boljšo aerodinamiko. Bo 108 je bil prvi helikopter z elektronskim krmiljenjem motorja FADEC in novim "bearingless" glavnim rotorjem. Bo 108 s motorji Allison 250-C20R/1 je prvič poletel 17. oktobra 1988. Drugi prototip z motorji Turboméca TM319-1B Arrius je prvič poletel 5. junija 1991. 
EC135 ima fenestron repni rotor za manjši hrup. Veliko uporablja tudi kompozitne materiale. EC135 pa je prvič poletel 15. februarja 1994. 
EC135 naj bi leta 2013 opravil kar 25% svetovnih helikopterskih medicinskih prevozov. Okrog 500 EC135 je posebej namenjeno medcinskim prevozom.

## Tehnične specifikacije (EC135 P2+/T2+)
Podatki iz Eurocopter EC135 2008 Tech Data book
Splošne značilnosti
- Posadka: 1 pilot
- Število sedežev: do 7 potnikov, ali pa dva pilot in dva pacienta, ali 1450 kg tovora
- Dolžina: 12,16 m (39 ft 11 in)
- Višina: 3,51 m (11 ft 6 in)
- Teža praznega letala: 1.455 kg (3.208 lb)
- Maks. vzletna teža: 2.910 kg (6.415 lb)
- Pogon letala: 2 × Turboméca Arrius 2B2 turbogredni motor, 472 kW (633 hp) vsak 
or 2 x Pratt & Whitney Canada PW206B s 463 kW (621 KM) vsak
- Premer glavnega rotorja:  10,2 m (33 ft 6 in)
- Površina glavnega rotorja: 81,7 m2 (879 sq ft)

Zmogljivost
- Potovalna hitrost: 254 km/h (158 mph; 137 kn)
- Neprekoračljiva hitrost: 287 km/h (178 mph; 155 kn)
- Doseg: 635 km (395 mi; 343 nmi)
- Višina leta: 6.096 m (20.000 ft)
- Hitrost vzpenjanja: 7,62 m/s (1.500 ft/min)